# 635
635 је била проста година.

## Догађаји
- јануар — Битка код Фахла. Рашидунска војска (30.000 људи) под Халидом ибн ал-Валидом (познатим као „Извучени мач Божији“), побеђује византијске снаге предвођене Теодором Тритиријем код Пеле у долини Јордана (Јордан).

- Цар Ираклије склапа савез са Кубратом, владаром (каганом) Старе Велике Бугарске, да би сломио власт Авара и Словена на Балканском полуострву.
- Јудикаел, високи краљ Домноне (Бретања), посећује краља Дагоберта I у његовој палати у Клишију (северозападно од Париза), да би обећао да ће остати под франачком управом. Бретонски краљ стиже са даровима, али вређа Дагоберта одбијањем да једе за краљевским столом.
- Газу освајају муслимански Арапи под 'Амром ибн ал-'Асом. Постаје први град у Палестини који се развио у центар исламског права.
- Јао Силиан, кинески историчар, завршава своју Књигу о Лиангу. Садржи историју династије Лианг.
- Хришћански мисионари стижу у Кину: Алопен, епископ Асирске цркве Истока, проповеда несторијанско хришћанство у престоници династије Танг, Чангану.
- Аидан од Линдисфарна, ирски мисионар, оснива манастир Линдисфарн у Нортамбрији (северна Енглеска).
- Бирин, франачки мисионар, претвара краља Кинегила од Весекса и постаје први епископ Дорчестера.